# Julia (serial telewizyjny)
Julia – polska telenowela, emitowana na antenie TVN od 2 stycznia do 14 grudnia 2012. Pilotażowy odcinek serialu został wyemitowany przedpremierowo 23 grudnia 2011 po emisji ostatniego odcinka serialu Prosto w serce. 
W 2012, pod koniec emisji serialu, w serwisie internetowym Player pojawiły się dwa dodatkowe odcinki zatytułowane Bożenka. 25 lutego 2013 w tym serwisie ruszyła kontynuacja serialu zatytułowana Julia 2, w której przedstawione zostały dalsze losy bohaterów Julii. Seria liczy 10 odcinków.

## Fabuła
Akcja serialu Julia rozgrywa się w Krakowie. Tytułową bohaterką serialu jest Julia Chmielewska, młoda dziewczyna, która na dzień przed swoim ślubem postanawia zacząć wszystko od nowa i wyprowadza się z rodzinnej miejscowości do Krakowa. Zatrzymuje się u swojej kuzynki Kasi i jej rodziny. W malowniczym mieście poznaje bogatą rodzinę Janickich, którzy są właścicielami „Kliniki piękna”.

## Obsada
| Aktor                     | Rola                 |
| ------------------------- | -------------------- |
| Julia Rosnowska           | Julia Chmielewska    |
| Krystian Wieczorek        | Jan Janicki          |
| Marta Żmuda Trzebiatowska | Monika Miller        |
| Michał Lewandowski        | Maciej Janicki       |
| Bartosz Obuchowicz        | Dariusz Nogaj        |
| Tadeusz Huk               | Tadeusz Janicki      |
| Anna Tomaszewska          | Hanna Janicka        |
| Aldona Jankowska          | Bożena Miller        |
| Alina Kamińska            | Alicja Chmielewska   |
| Ewa Kaim                  | Katarzyna Baran      |
| Grzegorz Mielczarek       | Krzysztof Baran      |
| Maja Bohosiewicz          | Anita Ziółkowska     |
| Katarzyna Kołeczek        | Konstancja           |
| Emilia Stachurska         | Pola Baran           |
| Weronika Humaj            | Kaja Baran           |
| Laura Breszka             | Agnieszka Turczyńska |
| Marcin Stec               | Kamil                |
| Anna Polony               | ciocia Nina          |
| Joanna Koroniewska        | Patrycja             |
| Marta Nieradkiewicz       | Ewa Olczak           |
| Marcin Sianko             | Igor Nowaczyński     |

| Bohaterowie serialu Julia |
| --- |
| Julia Chmielewska (Julia Rosnowska) – główna bohaterka serialu, wyjechała do Krakowa, uciekając od Darka – swojego narzeczonego, córka Alicji, starsza siostra Natalki, była fikcyjna narzeczona Macieja, zakochana w Janku z wzajemnością Jan Janicki (Krystian Wieczorek) – lekarz chirurg plastyczny w „Klinice Piękna”, brat Macieja, były partner Moniki, przyjaciel Julii, zakochany w niej z wzajemnością, dyrektor „Kliniki Piękna” Monika Miller (Marta Żmuda Trzebiatowska) – kosmetyczka w „Klinice Piękna”, była kochanka Tadeusza Janickiego, a potem partnerka Jana, zauroczona aktorem Piotrem Karwańskim, szukająca bogatego, dobrze ustawionego partnera, była partnerka Janka, udawała ciążę Maciej Janicki (Michał Lewandowski) – homoseksualista, brat Jana, były fikcyjny narzeczony Julii, partner Kamila, przyjaciel Julii Dariusz Nogaj (Bartosz Obuchowicz) – były chłopak Julii, handlarz narkotyków, okradł „Klinikę Piękna”, zakochany w Monice Tadeusz Janicki (Tadeusz Huk) – ojciec Jana i Macieja, były dyrektor „Kliniki Piękna”, zdradził swoją żonę z Moniką Miller, ma syna Sławka z siostrą swojej żony, Ireną Hanna Janicka z d. Wójtowicz (Anna Tomaszewska) – matka Jana i Macieja, podejrzewa męża o romans, psycholog Bożena Miller (Aldona Jankowska) – matka Moniki Alicja Chmielewska (Alina Kamińska) – matka Julii i Natalii Natalia Chmielewska (Gabriela Mazurek) – siostra Julii, młodsza córka Alicji, jest ciężko chora na serce, Janek załatwił jej rehabilitację u jednego z najlepszych lekarzy Katarzyna Baran (Ewa Kaim) – przyjaciółka i kuzynka Julii, właścicielka restauracji „Fado 1000 Smaków”, żona Krzysztofa, matka Kai i Poli Krzysztof Baran (Grzegorz Mielczarek) – mąż Katarzyny, właściciel restauracji „Fado 1000 Smaków”, bywa także aktorem, ojciec Kai i Poli Pola Baran (Emilia Stachurska) – córka Krzysztofa i Katarzyny, siostra Kai, dziewczyna Patryka Kaja Baran (Weronika Humaj) – córka Krzysztofa i Katarzyny, siostra Poli Anita Ziółkowska (Maja Bohosiewicz) – recepcjonistka w „Klinice Piękna”, była dziewczyna Pawła, plotkara Esteban (Maciej Kosmala) – kucharz w restauracji „Fado 1000 Smaków” Igor Nowaczyński (Marcin Sianko) – chirurg w klinice Janickich, kolega Janka Konstancja (Katarzyna Kołeczek) – masażystka w klinice Janickich, związana z Igorem Kamil (Marcin Stec) – partner Macieja, przyjaciel Julii Paweł (Kamil Toliński) – kolega Darka, zauroczony Anitą Patryk (Kacper Białek) – chłopak Poli Błażej (Andrzej Deskur) – menadżer Piotra Karwańskiego, a później także Krzysztofa Milena (Sandra Staniszewska) – kelnerka w „Fado 1000 smaków” Sławomir Malicki (Łukasz Musiał) – szef działu marketingu w „Klinice Piękna”, syn Tadeusza i Ireny-siostry Hanny, dokonał przekrętu w klinice, aby zniszczyć Janka, zakochany w Julii Agnieszka Turczyńska (Laura Breszka) – koleżanka Sławka, dokonała przekrętu w klinice z pomocą Sławka, aby wyłudzić pieniądze od Janickich, zakochana w Sławku bez wzajemności doktor Małecka (Elżbieta Karkoszka) – kobieta znająca tajemnicę rodziny Janickich Beata Nogaj (Dorota Zięciowska) – matka Darka Nogaja Ciocia Nina (Anna Polony) – krewna Hanny i Tadeusza Ela (Elżbieta Jodłowska) – gosposia Janickich Ewa Olczak (Marta Nieradkiewicz) – koleżanka Moniki, organizowała ślub Julii i Maćka Piotr Karwański (Michał Lesień) – znajomy Krzysztofa, aktor flirtujący z Moniką, jak się później okazuje – żonaty Patrycja (Joanna Koroniewska-Dowbor) – była dziewczyna Janka, matka poparzonego Jacusia Jacuś (Franciszek Bartłomiejczyk) – syn Patrycji |

## Spis serii
| Seria   | Okres emisji     | Odcinki      | Premiera serii  | Finał serii      | Godzina emisji              | Średnia oglądalność | Stacja telewizyjna |
| ------- | ---------------- | ------------ | --------------- | ---------------- | --------------------------- | ------------------- | ------------------ |
| Pilotaż | Pilotaż          | Pilotaż      | 23 grudnia 2011 | 23 grudnia 2011  | piątek 18.25                | bd.                 | TVN                |
| 1.      | zima–wiosna 2012 | 1–112 (112)  | 2 stycznia 2012 | 6 czerwca 2012   | poniedziałek - piątek 17.55 | 2,1 mln             | TVN                |
| 2.      | jesień 2012      | 113–186 (74) | 3 września 2012 | 14 grudnia 2012  | poniedziałek - piątek 17.25 | 1,37 mln            | TVN                |
| Bożenka | bd.              | 1–2          | 2012            | 2012             | bd.                         | bd.                 | Player             |
| Julia 2 | bd.              | 187–196 (10) | 25 lutego 2013  | 22 kwietnia 2013 | bd.                         | bd.                 | Player             |